# Sara Ashurbeyli
Sara Ashurbeyli, às vezes conhecida como Sara Ashurbayli (azerbaijano: Sara Balabəy qızı Aşurbəyli), (27 de janeiro de 1906 - Baku, 17 de julho de 2001) foi uma eminente historiadora, orientalista e estudiosa do Azerbaijão. Ela era especialista na história antiga e medieval de Baku e publicou muitos artigos e livros.

## Biografia
Filha de um rico magnata do petróleo, Sara Ashurbeyli teve uma educação perfeita. Concluiu o Colégio Jeanne D'Arc em Constantinopla em 1925 e ingressou na Universidade Estadual de Baku em 1930, desta vez no Azerbaijão Soviético. Ela se formou como orientalista  e também estudou línguas europeias no Instituto Pedagógico do Azerbaijão. Assim, além de sua língua nativa do Azerbaijão, ela sabia árabe, persa, turco, francês, alemão, russo e inglês. Ela também foi artista e tornou-se membro da União dos Artistas do Azerbaijão em 1946. Durante sua vida, ela também lecionou em várias instituições e foi reitora por um tempo. Ela obteve seu Ph.D. em 1966. Doutora em Ciências da História, foi laureada com o Prêmio do Estado do Azerbaijão.
Seus trabalhos famosos incluem "History of Baku: Mediaeval period" e "Shirvanshah State". Ela postulou que a origem do nome de "Baku" tem suas origens do zoroastrismo, retirado da palavra "baga" que significa "o Sol" ou "o Deus" em várias línguas antigas do Oriente Médio.